# Le Thuel
Le Thuel är en kommun i departementet Aisne i regionen Hauts-de-France i norra Frankrike. Kommunen ligger  i kantonen Rozoy-sur-Serre som ligger i arrondissementet Laon. År 2022 hade Le Thuel 155 invånare.

## Befolkningsutveckling
Antalet invånare i kommunen Le Thuel
Referens: INSEE